# Recurso de inconstitucionalidad (España)
El recurso de inconstitucionalidad en España, es el mecanismo de impugnación previsto en la Constitución de 1978, que determinadas personas o instituciones pueden ejercitar ante el Tribunal Constitucional cuando consideran que una ley u otras disposiciones normativas o actos con fuerza de ley son contrarios a la misma.

## Regulación
El recurso de inconstitucionalidad, en España, se encuentra regulado en el artículo 161 y 162 de la Constitución, dentro del Título IX, referido "Del Tribunal Constitucional" y en los artículos 27 a 34 de la Ley Orgánica 2/1979, de 3 de octubre, del Tribunal Constitucional.

## Fundamento
De acuerdo con el artículo 27 de la Ley del Tribunal Constitucional, el recurso de inconstitucionalidad garantiza la primacía de la Constitución, enjuicia la conformidad de las normas con la Constitución. Controla los Estatutos de autonomía, las Leyes, los Reales Decretos Leyes y los Reales Decretos Legislativos, los reglamentos de las Cámaras. Por lo tanto, se puede presentar contra leyes, normas con rango de ley o actos con fuerza de Ley.
La declaración de inconstitucionalidad de una norma jurídica con rango de ley, interpretada por la jurisprudencia, afectará a ésta, si bien la sentencia o sentencias recaídas no perderán el valor de cosa juzgada.

### Normas susceptibles de recurso
De acuerdo con el artículo 27 y 79 de la Ley del Tribunal Constitucional, son susceptibles de declaración de inconstitucionalidad:
- Los Estatutos de Autonomía y las demás Leyes orgánicas.
- Las demás Leyes, disposiciones normativas y actos del Estado con fuerza de Ley. En el caso de los Decretos legislativos, la competencia del Tribunal se entiende sin perjuicio de lo previsto en el número seis del artículo ochenta y dos de la Constitución.
- Los Tratados Internacionales.
- Los Reglamentos de las Cámaras y de las Cortes Generales.
- Las Leyes, actos y disposiciones normativas con fuerza de Ley de las Comunidades Autónomas, con la misma salvedad formulada antes respecto a los casos de delegación legislativa.
- Los Reglamentos de las Asambleas legislativas de las Comunidades Autónomas.
- con carácter previo, los Proyectos de Estatutos de Autonomía y las propuestas de reforma de los mismos.

## Legitimación
Podrán interponer recurso de inconstitucionalidad:
1. El Presidente del Gobierno;
2. El Defensor del Pueblo;
3. Cincuenta Diputados
4. Cincuenta Senadores.

Asimismo, están legitimados para interponer recurso de inconstitucionalidad contra las leyes, disposiciones o actos con fuerza de ley del Estado que puedan afectar a su
propio ámbito de autonomía, los órganos colegiados ejecutivos y las Asambleas legislativas de las Comunidades Autónomas.
Los ciudadanos particulares carecen así de legitimación para plantear el recurso, a diferencia de lo que sucede en algunos países de Latinoamérica, donde este recurso puede ser planteado por cualquier persona.

## Procedimiento

### Plazo
El plazo para presentar este recurso es de tres meses desde la publicación oficial de la disposición impugnada. 
Sin embargo, en los supuestos de conflicto de competencias entre el Estado y las CCAA, desde la reforma de la Ley Orgánica 1/2000, 7 de enero tanto el presidente del Gobierno y los órganos colegiados ejecutivos de las Comunidades Autónomas pueden interponer el recurso en el plazo de 9 meses si siguen los requisitos establecidos en el artículo 33.2 LOTC. Es decir, que se reúna una Comisión Bilateral de Cooperación entre la Administración General del Estado y la respectiva Comunidad Autónoma; que hayan adoptado un acuerdo sobre iniciación de negociaciones para resolver las discrepancias (pudiéndose así modificar la norma impugnada); que el acuerdo sea puesto en conocimiento del Tribunal Constitucional dentro de los tres meses siguientes a la publicación de la norma en rango de ley y se publique en el BOE y en el Diario Oficial de la respectiva Comunidad Autónoma.

### Tramitación
En la demanda ante el Tribunal Constitucional, se deben indicar las disposiciones recurridas. La admisión del recurso no suspende, necesariamente, la vigencia de la norma. Si se desestimase el recurso por defectos de forma podrá ser presentado nuevamente. 
Una vez admitido el recurso se notificará su inicio a las Cortes, al Gobierno, a través del Ministro de Justicia, y si fuese una normativa de una Comunidad al órgano legislativo correspondiente. Estos órganos podrán presentar alegaciones en el plazo de 15 días, que deberán resolverse en el plazo de 10 días, pudiéndose ampliar por cuestiones motivadas a 30 días. Transcurridos estos trámites, el Tribunal Constitucional dictará una sentencia en la que estime o desestime las alegaciones presentadas en la demanda. Contra esta sentencia no cabe recurso alguno.

## Efectos de la sentencia
La sentencia dictada por el Tribunal Constitucional en este tipo de procedimientos tendrá valor de cosa juzgada, es decir, vincula a todos los poderes públicos del Estado.